# Кононенково (Роменский район)
Кононенково (укр. Кононенкове) — село,
Плавинищенский сельский совет,
Роменский район,
Сумская область,
Украина.
Код КОАТУУ — 5924187304. Население по переписи 2001 года составляло 27 человек .

## Географическое положение
Село Кононенково находится в 2,5 км от левого берега реки Сула.
На расстоянии в 1 км расположено село Сененково и в 2-х км — село Гаи.